# オリブ島

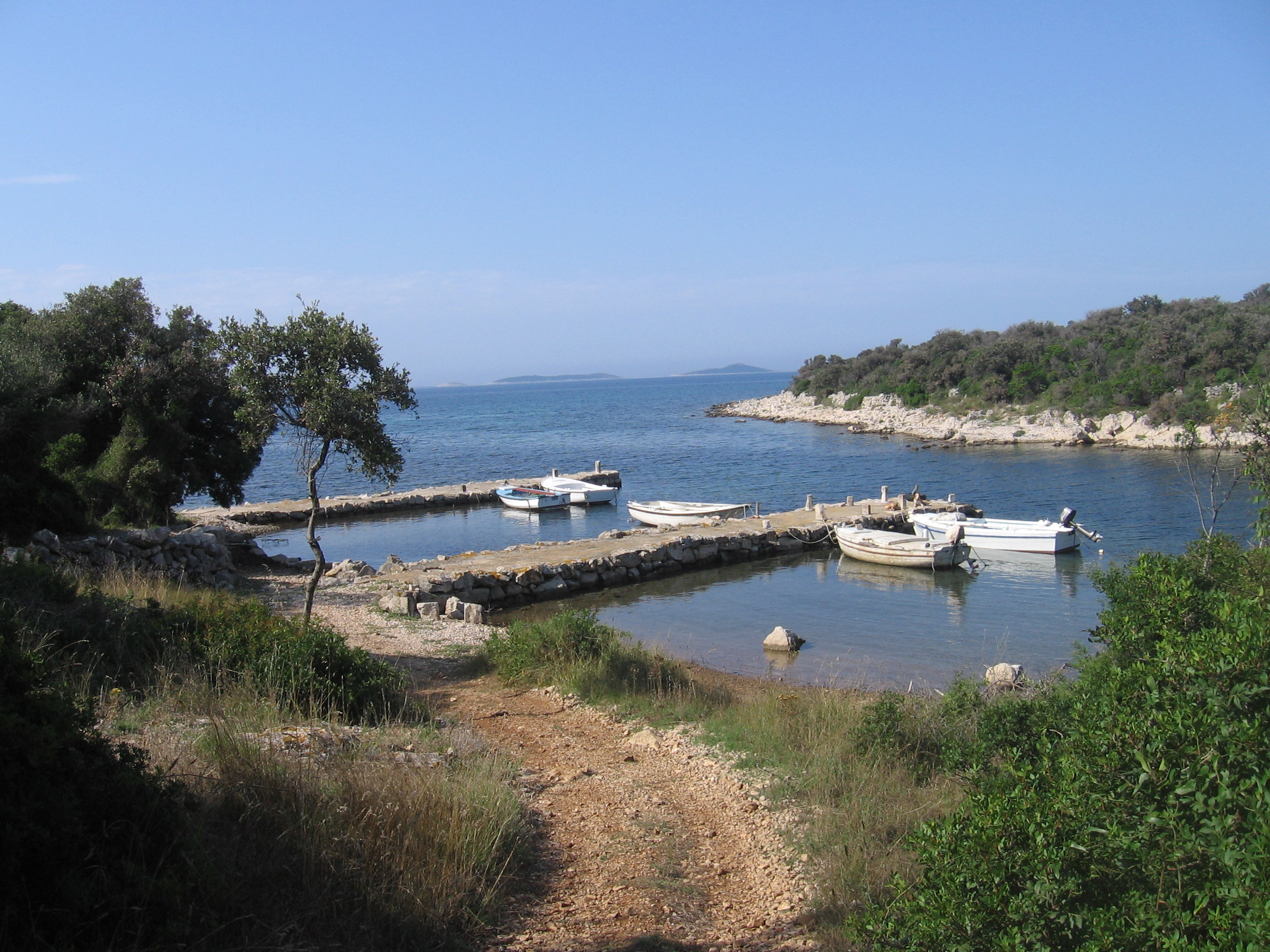
オリブ島

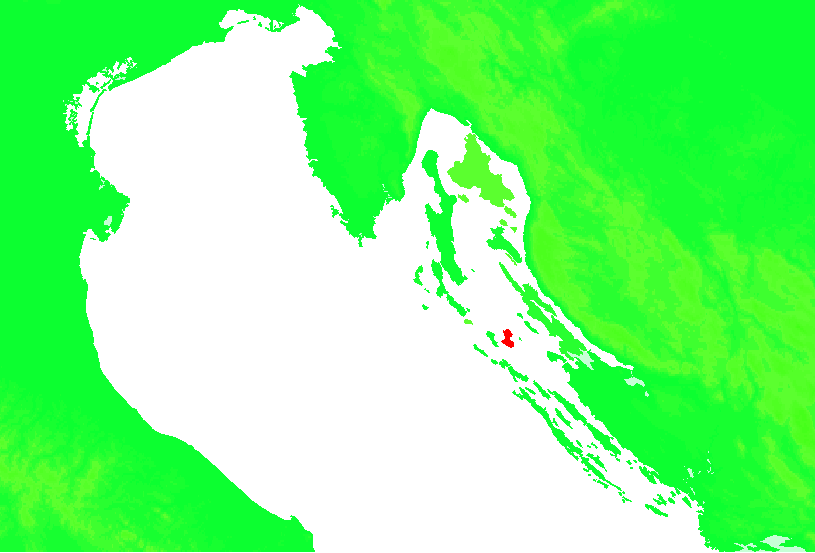
オリブ島の位置

オリブ島 （オリブとう、クロアチア語Olib、イタリア語:Ulbo、ドイツ語:Lüb）は、クロアチアの島。ザダルの北西、パグ島の南東、シルバ島の東にある。面積は26.14平方km、2001年時点の人口は147人。
ローマ帝国時代から人が定住し、10世紀の記録にアロエプ（Aloep）の名前で初めて記録された。
クロアチア人が定住したのは15世紀半ばから後期にかけてで、オスマン帝国が侵攻した本土のチェティンスカ・クライナにあるヴルリカから人々がやってきた。クロアチア語のチャ方言がオリブ島で話されている。オリブ島住民は、オリブヤニと自称する。
島内には、多くの歴史的な建築物と遺跡がある。これらの中には、17世紀に遡るグラゴル語写本を含む古物を収蔵する被昇天の聖母教会が含まれる。クラの塔は、海賊からの防御のため建てられた。また、13世紀に打ち捨てられた聖パウロ教会と修道院の廃墟がある。
オリブ島の特産品として、ワイン、オリーブオイル、チーズがある。オリブ島内には飲料に適した天然の水源がない。その結果、島内の全ての家には雨水をためるための天水槽が置かれている。住民のための2箇所の共同井戸もある。
オリブ島は本土とフェリーでつながっている。ザダル経由のシルバ島・プレムダ島行きフェリーである。本土へは双胴船で約2時間、カーフェリーで3時間から5時間かかる。